# ده نو خواجة شكرالله (بربرود الغربي)
ده نو خواجة شکرالله (بالفارسية: ده نو خواجه شکرالله) هي قرية تقع في إيران في قسم بربرود الغربي الریفي.